# Condado de Newton (Indiana)
El condado de Newton (en inglés: Newton County), fundado en 1859, es uno de 92 condados del estado estadounidense de Indiana. En el año 2000, el condado tenía una población de 14 566 habitantes y una densidad poblacional de 5 personas por km². La sede del condado es Kentland. El condado recibe su nombre en honor a John Newton.

## Geografía
Según la Oficina del Censo, el condado tiene un área total de 1046 km², de la cual 1041 km² es tierra y 5 km² (0.42%) es agua.

### Condados adyacentes
- Condado de Lake (norte)
- Condado de Jasper (este)
- Condado de Benton (sur)
- Condado de Iroquois, Illinois (sur)
- Condado de Kankakee, Illinois (noroeste)

## Demografía
Según la Oficina del Censo en 2007, los ingresos medios por hogar en el condado eran de $40 944 y los ingresos medios por familia eran $46 741. Los hombres tenían unos ingresos medios de $36 152 frente a los $20 780 para las mujeres. La renta per cápita para el condado era de $17 755. Alrededor del 6.90% de la población estaban por debajo del umbral de pobreza.

## Transporte

### Autopistas principales
| - Interestatal 65 - U.S. Route 24 - U.S. Route 41 - U.S. Route 52 - Ruta Estatal de Indiana 10 | - Ruta Estatal de Indiana 14 - Ruta Estatal de Indiana 16 - Ruta Estatal de Indiana 55 - Ruta Estatal de Indiana 71 - Ruta Estatal de Indiana 114 |

## Municipalidades

### Ciudades y pueblos
- Brook
- Goodland
- Kentland
- Morocco
- Mount Ayr

### Áreas no incorporadas
- Lake Village
- Roselawn

### Municipios
El condado de Newton está dividido en 10 municipios:
- Beaver
- Colfax
- Grant
- Iroquois
- Jackson
- Jefferson
- Lake
- Lincoln
- McClellan
- Washington